# Бершадская городская община
Бершадская городская община (укр. Бершадська міська територіальна громада) — территориальная община на Украине, в Гайсинском районе Винницкой области. Административный центр — город Бершадь.
Площадь общины: 870,82км 2 .Численность населения: 43674 жителей (2020). Городское население: 12552 жителей. Сельское население: 31122 жителей.

## История
12 июня 2020 года указом Кабинета министров Украины Бершадская городская община образована в составе Бершадского городского совета, Балановского, Бирловского, Великокириевского, Войтовского, Голдашевского, Кидрасовского, Кошаринецкого, Красносельского, Лесниченского, Маньковского, Пятковского, Сумовского, Устянского, Флоринского, Яланецкого сельских советов.

## Населенные пункты
В состав общины входят 1 город (Бершадь), 3 поселка и 26 сел.

### Поселки
- Партизанское
- Устье
- Яланец-2.

### Села
- Балановка
- Бырловка
- Большая Киркевка
- Войтовка
- Вовчок
- Глинское
- Голдашовка
- Кидрасовка
- Кошаринцы
- Красноселка
- Крушиновка
- Лесничье
- Луговая
- Малая Киреевка
- Маньковка
- Михайловка
- Осиевка
- Поташня
- Пятковка
- Романовка
- Сумовка
- Устье
- Флорино
- Шумилов
- Яланец